# Raebareli
Raebareli è una suddivisione dell'India, classificata come municipal board, di 169.285 abitanti, capoluogo del distretto di Raebareli, nello stato federato dell'Uttar Pradesh. In base al numero di abitanti la città rientra nella classe I (da 100.000 persone in su).

## Geografia fisica
La città è situata a 26° 13' 0 N e 81° 13' 60 E e ha un'altitudine di 110 m s.l.m..

## Società

### Evoluzione demografica
Al censimento del 2001 la popolazione di Raebareli assommava a 169.285 persone, delle quali 88.961 maschi e 80.324 femmine. I bambini di età inferiore o uguale ai sei anni assommavano a 20.601, dei quali 10.883 maschi e 9.718 femmine. Infine, coloro che erano in grado di saper almeno leggere e scrivere erano 116.384, dei quali 65.897 maschi e 50.487 femmine.